# مقاطعة كالافيراس (كاليفورنيا)
مقاطعة كالافيراس (بالإنجليزية: Calaveras County)‏ هي إحدى مقاطعات ولاية كاليفورنيا في الولايات المتحدة الأمريكية.

## أعلام
- جورج كوسغريف
- ميريام ميكلسون